# Camellia dormoyana
Camellia dormoyana är en tvåhjärtbladig växtart som först beskrevs av Jean Baptiste Louis Pierre, och fick sitt nu gällande namn av Joseph Robert Sealy. Camellia dormoyana ingår i släktet Camellia och familjen Theaceae. Inga underarter finns listade i Catalogue of Life.